# ویکس ال‌آر (گروه موسیقی)
ویکس ال آر، اولین زیرگروه گروه ویکس تحت فعالیت کمپانی جلی‌فیش می‌باشد که در آگوست ۲۰۱۵ شروع به فعالیت کرد. ویکس ال آر متشکل از خوانندهٔ اصلی ویکس، لئو و رپر راوی می‌باشد. فعالیت این گروه با اولین مینی آلبوم آن‌ها با عنوان دروغگوی زیبا در ۱۷ آگوست ۲۰۱۵ شروع شد.

## منبع نام
نام ویکس ال آر ترکیبی از ویکس، و حروف اول اسم های لئو و راوی می‌باشد. در یک مصاحبه راوی اعلام کرد که ال و آر هم‌چنین می‌تواند معنی چپ(Left) و راست(Right) هم بدهد که نشان دهندهٔ تضادیست که تا کنون ویکس ال آر از آن در آهنگ‌هایش بهره گرفته. هم‌چنین گفته می‌شود ال و آر حروف اول و آخر کلمهٔ LiaR است که نام اولین مینی آلبوم آن‌هاست.

## تاریخچه

### ۲۰۱۵–۲۰۱۶: شروع به کار بادروغگوی زیبا
در ۷ آگوست ۲۰۱۵، جلی‌فیش تریلری با یک شمارش عجیب منتشر کرد که در آن همهٔ اعضا ناپدید شدند و لئو و راوی باقی ماندند که باعث گمانه‌زنی‎های طرفداران راجع به تشکیل یک زیرگروه شد.
بعدها توسط جلی‌فیش تایید شد که ویکس ال آر اولین زیرگروه ویکس خواهد بود که متشکل از خوانندهٔ اصلی لئو و رپر راوی می‌باشد. فعالیت آن‎ها با مینی آلبوم «دروغگوی زیبا» از ۱۷ آگوست ۲۰۱۵ شروع شد. در همان روز شوکیسی برای آلبوم برگزار شد.
ویکس ال آر در چارت آلبوم‌های جهانی بیلبورد در جایگاه دوم و در چارت گائون کرهٔ جنوبی هم در جایگاه دوم قرار گرفت. در اول سپتامبر ویکس ال آر اولین برد خود را از شروع به کار تا آن موقع در د شو با ۹۴۶۴ رای دریافت کرد و رکوردی جدید را برای بیشترین رای ممکن به ثبت رساند. بیشترین رای ممکن The Show تا کنون برای آهنگ «خطا» از گروه ویکس می‌باشد که هم‌اکنون «دروغگوی زیبا» جایگاه دوم را بعد از «خطا» دارد. در ۴ سپتامبر ۲۰۱۵، ویکس ال‌آر اجراهای خود را در موزیک بانک به پایان رساند.
آهنگ «دروغگوی زیبا» نامزد دریافت دو جایزه در چارت جوایز موسیقی آسیایی در بخش بهترین زیرگروه و آهنگ سال شد. در ژانویه ۲۰۱۶ ویکس ال آر شوکیسی در ناگویا، توکیو و اوساکای ژاپن برگزار کرد.

### ۲۰۱۷–در حال حاضر:نجوا
در ۱۹ ژوئیه ۲۰۱۷، جلی‌فیش اعلام کرد که ویکس ال آر کامبکی با آلبومی جدید در ماه آگوست خواهد داشت. در ۱۴ آگوست ویکس ال آر مشخص کرد که نام مینی آلبوم جدید آن‌ها «نجوا» است و در ۲۸ آگوست منتشر می‌شود.
در ۲۴ ژانویه ۲۰۱۸، آن‌ها اولین آلبوم تکمیلی خود را با عنوان «اِل‌آرِ کامل» منتشر کردند که شامل آهنگ‌های دو آلبوم قبلی به همراه دو ترک جدید بود که یکی از آن‌ها نسخه‌ی ژاپنی آهنگ «نجوا» می‌باشد. آن‌ها هم‌چنین اولین کنسرت خود را با نام «ماه‌گرفتگی» در سئول در ۱۸ و ۱۹ نوامبر ۲۰۱۷ و در توکیو در ۲۵ ژانویه ۲۰۱۸، در اوساکا در ۲۷ و ۲۸ ژانویه ۲۰۱۸ داشتند.

## دیسکوگرافی

### آهنگ‌ها
| عنوان        | جزئیات آلبوم                                                                    | وضعیت در نمودار | وضعیت در نمودار | وضعیت در نمودار | وضعیت در نمودار | وضعیت در نمودار | فروش                      |  |
| عنوان        | جزئیات آلبوم                                                                    | گائون کره       | ژاپن            | تایوان          | داغ آمریکا      | جهانی آمریکا    | فروش                      |  |
| ------------ | ------------------------------------------------------------------------------- | --------------- | --------------- | --------------- | --------------- | --------------- | ------------------------- |  |
| دروغگوی زیبا | - منتشر شده: ۱۷ آگوست ۲۰۱۵ - کمپانی: جلی‌فیش، سی‌جِی - فرمت: سی دی، دانلود دیجیتال | ۲               | —               | ۱               | ۱۸              | ۲               | - کره: ۱۳۸,۲۶۷            |  |
| نجوا         | - منتشر شده: ۲۸ آگوست ۲۰۱۷ - کمپانی: جلی‌فیش، سی‌جِی - فرمت: سی دی، دانلود دیجیتال | ۱               | ۹۱              | ۵               | —               | ۲               | - کره: ۷۸,۸۴۱ - ژاپن: ۶۳۰ |  |
|              |                                                                                 |                 |                 |                 |                 |                 |                           |  |

### آلبوم‌های تکمیلی
| ال آر کامل | - منتشر شده: ۲۴ ژانویه ۲۰۱۸ - کمپانی: جلی‌فیش، ویکتور - فرمت: سی دی، دانلود دیجیتال | ۱۸ | - ژاپن: ۴,۷۷۴+ |  |  |  |  |  |
|            |                                                                                    |    |                |  |  |  |  |  |

### تک‌آهنگ
| "دروغگوی زیبا" | ۲۰۱۵ | ۲۱ | ۸ | - کره (دانلود): ۱۱۵,۱۹۰+ | دروغگوی زیبا |  |  |  |
| "نجوا"         | ۲۰۱۷ | ۶۶ | ۹ | - کره (دانلود): ۲۱,۹۶۸+  | نجوا         |  |  |  |
|                |      |    |   |                          |              |  |  |  |

### دیگر آهنگ‌ها در چارت‌ها
| عنوان               | سال  | وضعیت در نمودار | آلبوم        |
| عنوان               | سال  | گائون کره       | آلبوم        |
| ------------------- | ---- | --------------- | ------------ |
| "به یاد بیار"       | ۲۰۱۵ | ۷۱              | دروغگوی زیبا |
| "حرف‌هایی برای گفتن" | ۲۰۱۵ | ۷۴              | دروغگوی زیبا |
| "نورِ من"            | ۲۰۱۵ | ۹۱              | دروغگوی زیبا |

### موزیک ویدیو
| سال  | آهنگ           | یادداشت |
| ---- | -------------- | ------- |
| ۲۰۱۵ | "دروغگوی زیبا" |         |
| ۲۰۱۷ | "نجوا"         |         |

## کنسرت‌ها
- ۲۰۱۵: شوکیس دروغگوی زیبا
- ۲۰۱۶: شوکیس دروغگوی زیبا در ژاپن
- ۲۰۱۷: اولین کنسرت ویکس ال آر ماه‌گرفتگی در سئول، توکیو و اوساکا

## موفقیت‌ها

### نامزدی‌ها و جوایز
| سال  | جایزه              | بخش            | آلبوم مرتبط  | نتیجه    |
| ---- | ------------------ | -------------- | ------------ | -------- |
| ۲۰۱۵ | جوایز آسیایی ام‌نت  | بهترین زیرگروه | دروغگوی زیبا | نامزدشده |
| ۲۰۱۵ | جوایز آسیایی ام‌نت  | آهنگ سال       | دروغگوی زیبا | نامزدشده |
| ۲۰۱۵ | جوایز رادیو کِی‌اِم‌سی | بهترین زیرگروه | دروغگوی زیبا | برنده    |
| ۲۰۱۵ | جوایز رادیو کِی‌اِم‌سی | آهنگ سال       | دروغگوی زیبا | نامزدشده |

### برنامه‌های موسیقی
| سال  | تاریخ     | آهنگ         |
| ---- | --------- | ------------ |
| ۲۰۱۵ | ۱ سپتامبر | دروغگوی زیبا |